# 佩謝半島
71°41′S 74°57′W / 71.683°S 74.950°W
佩謝半島（英語：Pesce Peninsula）是南極洲的半島，位於亞歷山大一世島西南部，是貝多芬半島的北部，該半島由冰雪覆蓋，以美國海軍的指揮官命名。